# Поле Бродмана 31
Поле Бродмана 31 (скорочена міжнародна назва BA31) також відоме як дорзальне заднє поясне поле 31. Це ділянка, визначена за допомогою досліджень цитоархітектоніки як структурний підрозділ поясної ділянки в корі головного мозку.
У людини вона займає частину задньої частини поясної звивини і медіальної частини тім'яної частки. Приблизні межі — це поясна борозна дорзально й тім'яно-потилична борозна каудально. Поле Бродмана 31 частково оточує субпарієтальну (нижньотім'яну) борозну (вентральне продовження поясної борозни у тім'яній частці). Цитоархітектонічно Поле Бродмана 31 обмежене рострально вентральним переднім поясним полем 24, вентрально вентральним заднім поясним полем 23, дорзально — гігантопірамідним полем 4 і препарієтальним полем 5, а каудально — верхньотім'яним полем 7  (Бродман-1909).